# Adolf Christl
Adolf Christl (* 1. Juni 1891 in Fiume, Österreich-Ungarn; † 18. März 1974 in Klagenfurt) war ein österreichischer Maler, Galerist und Konservator.

## Leben
Christl studierte 1913–1917 an der Wiener Akademie der bildenden Künste u. a. bei Kasimir Pochwalski und arbeitete danach als Zeichenlehrer in Klagenfurt. Nach dem Zweiten Weltkrieg war er Direktor des Kärntner Landesmuseums und der Kärntner Landesgalerie sowie Landeskonservator. Ab 1952 wirkte er freischaffend.
Stilistisch wurde er der Klassischen Moderne sowie dem Impressionismus zugerechnet und durch Otto Demus mit Lovis Corinth und Felix Esterl verglichen. Seine Werke werden als ausdrucksstark und koloristisch beschrieben. Sein Schwerpunkt war Landschaftsmalerei, für die er die Motive häufig in der Umgebung des Wörthersees fand. Daneben malte er auch Stillleben und Porträts. Nach Stückzahlen war er wenig produktiv. Seine Werke sind zumeist in öffentlichen Sammlungen zu finden, unter anderem im Belvedere.

## Belege
1. ↑  Werke von Adolf Christl – Galerie Magnet. In: galerie-magnet.at. Abgerufen am 15. März 2022.
2. ↑  Adolf Christl – Künstler*innen – Sammlung Online. In: sammlung.belvedere.at. Abgerufen am 15. März 2022.
3. ↑  Adolf Christl - in Galerie Trafela Klagenfurt. In: galerie-trafela.at. Abgerufen am 15. März 2022.

| Personendaten    | Personendaten                                    |
| ---------------- | ------------------------------------------------ |
| NAME             | Christl, Adolf                                   |
| KURZBESCHREIBUNG | österreichischer Maler, Galerist und Konservator |
| GEBURTSDATUM     | 1. Juni 1891                                     |
| GEBURTSORT       | Fiume                                            |
| STERBEDATUM      | 18. März 1974                                    |
| STERBEORT        | Klagenfurt                                       |